# Sarah Gilman
Sarah Gilman, född 18 januari 1996 i Los Angeles, är en amerikansk skådespelare.
Gilman har bland annat medverkat i TV-serierna CSI: Vegas och Det var inte jag. Hon har även medverkat i filmen Daphne och Velma från 2018.

## Filmografi (i urval)
- 2014–2015 – Det var inte jag (TV-serie)
- 2018 – Daphne och Velma
- 2021–2023 – CSI: Vegas (TV-serie)